# هكتور غراتون
هكتور غراتون هو معلم موسيقى وعازف بيانو وملحن كندي، ولد في 13 أغسطس 1900 في غاتينو في كندا، وتوفي في 16 يوليو 1970.

## وصلات خارجية
- هكتور غراتون على موقع IMDb (الإنجليزية)
- هكتور غراتون على موقع ميوزك برينز (الإنجليزية)
- هكتور غراتون على موقع كينوبويسك (الروسية)